# Хеліцерові
Хеліце́рові або Павукоподі́бні  (Chelicerata) — підтип членистоногих. Характерною ознакою хеліцерових є поділ тіла на дві тагми: головогруди та черевце. На головогрудях розташовано шість пар кінцівок. Вусики (антени, антенули) в хеліцерових відсутні. Перша пара кінцівок, розташована перед ротовим отвором, часто закінчується клішнею й зветься хеліцерами (звідси й назва підтипу). Позаду ротового отвору є друга пара кінцівок — педипальпи (ногощупальця). Останні чотири пари слугують ходильними ногами. Головний мозок хеліцерових, на відміну від інших членистоногих, складається з прото- та тритоцеребрума; дейтоцеребрум відсутній. Сучасні хеліцерові населюють суходіл і тільки близько 5% видів живе в морській та прісній воді.